# Paradero Padre Las Casas
El paradero Padre Las Casas es una estación del servicio Tren Temuco-Pitrufquén, ubicado en la comuna de Padre Las Casas, Región de la Araucanía. El anuncio de esta nueva estación se dio en 2017, y se confirmó en 2019 con el anuncio del plan «Chile sobre Rieles». 
Este paradero de nombre provisiorio, Padre Las Casas 2, fue inaugurado el 20 de noviembre de 2023.

## Historia

### Vía
Posterior a la construcción de la sección del Longitudinal Sur que abarcaba desde Victoria a Temuco en 1894, los planes de construcción del ferrocarril hacia el sur continuaron, extendiendo la línea desde la estación Temuco hasta la estación Pitrufquén. Este tramo es entregado al gobierno el 16 de octubre de 1898, y las obras son inauguradas el 13 de noviembre de 1898 contando con la presencia del presidente Federico Errázuriz.

### Metrotren Araucanía
El 31 de septiembre de 2017, el presidente del directorio de Fesur, Alejando Tudela, aprobó el estudio de ingeniería de un proyecto ferroviario que tiene la intención de conectar a Temuco con Gorbea. Dentro de este proyecto se encuentra la construcción de una nueva estación de ferrocarriles para la comuna de Padre Las Casas.
En 2019, el presidente Sebastián Piñera anunció el programa «Chile sobre rieles», carpeta de proyectos que incluye el Metrotren Araucanía, un proyecto de rehabilitación de las vías férreas y estaciones, que en su primera etapa conectaría a la Estación Temuco con la de Padre las Casas; y la segunda etapa del proyecto se extendería hasta estación Gorbea, incluyendo una nueva estación en Padre Las Casas 2. El proyecto del Metrotrén Araucanía se construirá en dos etapas, siendo la primera entre estación Temuco y esta estación, que debería estar operativa para fines de 2021-inicios de 2022.
De acuerdo a las proyecciones presentadas en 2017, la estación debió ubicarse a menos de 100 metros al sur del Colegio San Sebastián de Padre Las Casas. También se proyectó al costado del monumento y parque Virgen Padre Las Casas.

### Tren Temuco-Pitrufquén
El 22 de diciembre de 2022 se inicia el proceso de licitación para la estación Cajón y el paradero Padre Las Casas.
A finales de mayo de 2023 comenzó el proceso de construcción del paradero; en junio que se señala que las obras deberían estar finalizadas en diciembre.
Es el 20 de noviembre de 2023 cuando se inaugura el paradero Padre Las Casas, punto de detención del servicio Tren Temuco-Pitrufquén, aproximadamente a 1.5 km de distancia hacia el sur de la estación Padre Las Casas.
Con la inauguración del paradero, se establecen dos servicios, uno que recorre cuatro veces Pitrufquén-Temuco y tres Temuco-Pitrufquén y un segundo servicio que recorre cinco veces Padre Las Casas-Temuco y cuatro en el sentido contrario.

## Servicios

### Actuales
Con el inicio de las actividades de la estación Cajón y este paradero en 2023, se han implementado servicios particulares que cubren esta estación. Además sel servicio completo, existen dos variaciones diarias del Tren Temuco-Pitrufquén que circulan por la estación; con dirección a la estación Pitrufquén, existen dos servicios Cajón-Temuco-Padre Las Casas, y seis solo Temuco-Padre Las Casas.

## Conexión con el transporte del Gran Temuco
- Recorrido 8B: Parada Villa Alegre/Radal, parada Villa Alegre/Manil
- Recorrido 6C / 8B: Parada Acceso Sur Temuco/S-532, parada Ruta 5/ km 676,5